# Historia att minnas
Historia att minnas var ett program i Sveriges Radio P1 1986 till 1995 som i form av inlägg och intervjuer tog upp företrädesvis aktuella historiska ämnen och frågeställningar. Det leddes till en början av Björn Lindgren och Folke Schimanski, sedan helt av den sistnämnde.

### Fotnoter
1. ↑  Information i Svensk mediedatabas (läst 9 april 2011).